# Partid comunist
În limbajul zilelor noastre, un partid comunist este un partid politic care promovează comunismul, o interpretare specială a filozofiei sociopolitice a marxismului a gânditorului și liderului bolșevic Vladimir Ilici Lenin. Partidele comuniste din zilele noastre pot uneori să nu folosească în mod oficial termenul "comunist" pentru a se autodenumi. Chiar dacă fac asta, însă, nu toate partidele comuniste urmează interpretările stricte ale uneia din școlile comunismului: leninismul, maoismul, stalinismul sau troțkismul. 
Primele partide comuniste au început să fie înființate în toată lumea la începutul secolului al XX-lea, după fondarea de către bolșevici a Internaționalei Comuniste. Partidele comuniste au deținut puterea în 21 de națiuni de-a lungul istoriei, cea mai importantă țară comunistă fiind Uniunea Sovietică. 
În anul 2005, partide comuniste erau la putere în Cuba, Republica Populară Chineză, Vietnam, Laos și Coreea de Nord. În cazul partidului comunist chinez (PCC), adoptarea așa numitei economii socialiste de piață, cunoscută și ca "socialism având caracteristici chinezești", a făcut ca numeroși comuniști și partide comuniste din toată lumea să afirme că PCC a abandonat parțial sau total comunismul în favoarea capitalismului și a societății de consum, o poziție pe care partidul chinez o respinge cu hotărâre. Adoptarea de către Partidul Comunist Vietnamez a așa numitei doi moi, politică asemănătoare cu cea chineză, a dus la critici puternice similare. 
În Coreea de Nord, marxismul a fost înlocuit în mod oficial de ideologia Ideilor Ciuce. În 2002, Coreea de Nord a început un experiment economic asemănător cu cel chinezesc în Regiunea economică Kaesŏng. Câteva alte regiuni, așa cum este Sinŭiju la granița cu China, au fost desemnate ca "regiuni administrative speciale", regiuni în care politicile economiei de piață sunt permise. În ultimii ani, în fosta republică sovietică Moldova, Partidul Comunist a recucerit puterea pe cale democratică. Mai trebuie spus că până în acest moment, acest guvern, oficial denumit "comunist", nu s-a deosebit prin acțiunile sale prin nimic de guvernele "capitaliste" de mai înainte. 
Exista sute, dacă nu mii de partide comuniste, mari și mici, în toată lumea. Succesul lor variază foarte mult. Vezi și Lista partidelor comuniste și Mișcarea comunistă mondială pentru mai multe detalii despre partidele comuniste active în zilele noastre. 

## Istoria partidelor comuniste

### Primele partide comuniste
Prima organizație marxistă internațională a fost Liga Comunistă, care apăra principiile enunțate de Karl Marx și Friedrich Engels în Manifestul Comunist și care se inspira din exemplul Comunei din Paris. Grupul s-a dizolvat în anul 1852, după apariția mai multor facțiuni care nu se înțelegeau între ele. 
Partidul Bolșevic a cucerit puterea în timpul revoluției din 1917. În martie 1918, partidul și-a schimbat numele în "Partidul Comunist din Întreaga Rusie (Bolșevicii)", cunoscut însă mai degrabă sub numele de "Partidul Comunist". 
Mai multe partide comuniste au fost create, mai ales în Europa, în al doilea și al treilea deceniu al secolului al XX-lea, ca rezultat al luptelor facționale din interiorul celor mai multe partide socialiste ale timpului. Unele facțiuni apărau ideea drumului către socialism pe căi legale, parlamentar-democratice, în timp ce altele doreau sa se ajungă la revoluție și la utilizarea forței împotriva vechilor structuri sociale, considerând că drumul democratic nu poate fi urmat. De obicei, grupurile pro-revoluție se autodenumeau comuniste, în timp ce facțiunile care doreau o trecere graduală de la capitalism la socialism au păstrat numele de socialiste sau social democrate.
La scurtă vreme după ruptura dintre facțiuni au mai apărut și alte diferențe. În timpul deceniului al treilea al secolului trecut, comuniștii au sprijinit necondiționat Uniunea Sovietică și marxism-leninismul, în vreme ce socialiștii aderau la doctrina marxistă respingând leninismul. Ruptura dintre socialiști și comuniști s-a adâncit în continuu, fiecare dezvoltându-și propria filozofie. 
Cele mai importante curente social democrate au abandonat marxismul până pe la jumătatea secolului trecut. Troțkismul și alte câteva ramuri autoproclamate marxist-revoluționare au afirmat că partidele comuniste influențate de sovietici, sub influența stalinismului, s-au depărtat de poziția originală marxist-leninistă în aceeași perioadă. Prin contrast, antirevizioniștii, care se autoproclamau, de asemenea, ca marxiști revoluționari, considerau că Uniunea Sovietică s-a îndepărtat de drumul socialismului adevărat din momentul discursului secret al lui Nikita Hrușciov din 1956. Aceștia din urmă au fost suporterii revoluției chineze din 1949 a lui Mao Zedong și a Revoluției culturale din China, dar au abandonat acest sprijin în momentul în care a devenit clar, în viziunea lor, că Deng Xiaoping și al său "socialism având caracteristici chinezești" se îndrepta către restaurarea capitalismului în marea țară asiatică.

### Partidele din era post-stalinistă
Respectând ordinul dat de Stalin, Cominternul s-a autodizolvat în 1943. În perioada postbelică, între 1945 și 1949, partidele comuniste controlate de Moscova, precum Partidul Unit al Muncitorilor din Polonia și Partidul Unității Socialiste din Germania (de răsărit), au fost impuse la putere în cele mai multe țări ale Europei Răsăritene, ducând la crearea blocului răsăritean. 
Partidul Comunist din SUA a făcut parte din viața politică generală a Statelor Unite ale Americii de-a lungul deceniilor al patrulea și al cincilea, dar izbucnirea războiului rece l-a împins în ilegalitate pe timpul perioadei McCarthyismului, o mișcare de represiune anticomunistă foarte puternică, care a distrus practic influența comuniștilor în SUA.

### Guvernele comuniste necontrolate de sovietici
In Republica Socialistă Federală Iugoslavia, trupele de partizani comuniști au eliberat țara de sub ocupația nazistă și au format un guvern de stânga fără sprijinul sovieticilor. Ca urmare a acestui fapt, Partidul Comunist din Iugoslavia nu a fost controlat de Moscova. Mai mult decât atâta, partidul iugoslav s-a opus cu putere de mai multe ori unor inițiative politice ale sovieticilor, ceea ce a dus la excomunicarea guvernului comunist iugoslav din blocul sovietic.
În 1949, comuniștii chinezi au terminat învingători războiul civil, care se desfășurase pe durata a mai multor decenii, și au proclamat Republica Populară Chineză. La scurtă vreme după aceea, un alt partid comunist, Partidul Muncitorilor din Coreea, a cucerit puterea în Coreea de Nord. În timpul războiului din Coreea, comuniștii coreeni au fost sprijiniți atât de cei chinezi cât și de sovietici. 

Pol Pot a fost puternic influențat de comuniștii francezi și au luptat împotriva influenței sovietice în Vietnam. 
Liderul comunist chinez Mao Zedong a avut importante diferențe de puncte de vedere politice cu sovieticii în perioada destalinizării, ceea ce a dus la ruptura chino-sovietică de la începutul deceniului al șaptelea al secolului trecut. 
Albania a fost eliberată de sub jugul italian în același fel ca în cazul Iugoslaviei, dar comuniștii albanezi au îndreptat țara către o cu totul altă cale decât vecinii lor. Guvernul albanez s-a alăturat celui sovietic la început, după care a luat partea chinezilor în conflictul chino-sovietic. 

### Partidele comuniste vest europene în perioada postbelică
Membrii partidelor comuniste au fost persecutați în multe țări occidentale la începutul perioadei războiului rece, când sentimentele antisovietice și anticomuniste erau alimentate de guvernele occidentale ca o parte a strategiei lor în războiului rece. Totuși, în unele țări capitaliste precum Italia și Franța, partidele comuniste foarte puternice s-au bucurat de un sprijin popular important și au jucat un rol hotărâtor în viața politică a țărilor lor în perioada care a urmat războiului. Ei au dezvoltat o variantă a ideologiei comuniste cunoscută cu numele de Eurocomunism. Această teorie susținea edificarea unei economii planificată de tip socialist sub conducerea unui guvern ales democratic prin alegeri libere într-un sistem multipartit. Această linie politică a fost o ruptură clară cu linia politică sovietică, dar aceste partide au menținut relații bune, sau cel puțin diplomatice, cu Partidul Comunist al Uniunii Sovietice. 

### Partidele comuniste din lumea a treia
În lumea a treia, partidele comuniste au devenit foarte populare în anumite țări, deoarece ele au promis răsturnarea structurilor guvernamentale considerate opresive de majoritatea populației, ca și ridicarea nivelului de trai al celor săraci. De multe ori, partidele comuniste au jucat rolul dominant în lupta pentru cucerirea independenței de sub puterile coloniale. Războaiele rezultante au fost deseori împletite în ițele războiului rece, Uniunea Sovietică sprijinind forțele comuniste, iar Statele Unite ale Americii sprijinind forțele anticomuniste. Cele două superputeri au purtat războaie prin interpuși, așa cum a fost în războiul din Vietnam, în care trupele sud-vietnameze și americane au luptat împotriva comuniștilor locali, sau cum a fost cazul războiul din Afganistan, în care trupele sovietice au luptat împotriva mujahedinilor sprijiniți de SUA, care încercau să răstoarne guvernul prosovietic comunist afgan. Vietnam și Laosul sunt și azi guvernate de partide comuniste.

### Cuba
Revolta naționalistă din Cuba a lui Fidel Castro a fost puternic batjocorită de președintele Eisenhower, care s-a dus să joace golf în ziua în care Castro urma să fie primit la Casa Albă, liderul cubanez fiind primit în schimb de vicepreședintele Richard Nixon. Castro, în schimb, la scurtă vreme după aceasta, s-a aliat cu Uniunea Sovietică și s-a autodeclarat comunist. 
Cuba comunistă a supraviețuit colapsului Uniunii Sovietice, guvernul a reușit, prin intermediul unor reforme orientate prudent spre economia de piață, în ceea ce se numește "Perioada Specială". Partidul Comunist Cubanez este și în anul 2017 la putere. 

### Comuniștii din țările blocului răsăritean în perioada postsovietică
Odată cu prăbușirea Uniunii Sovietice, partidele comuniste au pierdut monopolul politic în toate țările Europei Răsăritene și în fostele republici sovietice. În multe cazuri, partidele comuniste s-au reorganizat ca partide noi socialiste sau social democrate, câteva dintre ele rămânând însă de factura ortodox-comunistă. Multe dintre fostele partidele comuniste și diferitele lor succesoare au rămas cu o puternică influență în viața politică locală din fostele țări ale blocului răsăritean. 

## Structura partidelor comuniste
Vezi și: Centralismul democratic.
Teoretic, Congresul partidului trebuie să aleagă Comitetul Central, care trebuie să ducă la îndeplinire hotărârile congresului între două sesiuni. Comitetul Central trebuie să aleagă un Birou Politic mai mic, în frunte cu un Secretar General, care să rezolve problemele zilnice ale activității partidului. În practică însă, puterea este exercitată de sus în jos, Biroul Politic se autoperpetuează, controlează compoziția Comitetului Central, care, în final, controlează congresul partidului. 
Unele dintre partidele comuniste moderne țin de tradiția centralismul democratic. Altele, însă, au renunțat la centralismul democratic, alte au renunțat chiar și la marxism-leninism, în schimb adoptând o structură mai degrabă social-democrată, apărând statul bunăstării, așa cum există în Scandinavia și în cea mai mare parte a Europei Occidentale. 